# Туризм в Аргентине

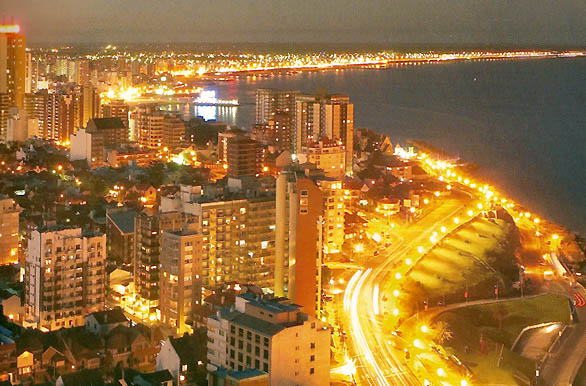
Мар-дель-Плата

Аргентина привлекает туристов обилием природных красот, своими традициями и кухней, чему также способствует развитость туристической инфраструктуры. Страна обладает огромной территорией, простирающейся от вершин Анд на западе до атлантических пляжей, скалистых берегов Аргентинского моря и широких рек на востоке; от тропической сельвы на севере до ледников, озёр и холодных лесов Патагонии на юге, доходя до побережья Антарктиды. Основные способы передвижения по стране — воздушный транспорт или автобус. (см. Транспорт в Аргентине).
В целом умеренный климат на территории Аргентины, однако, предполагает то, что в горных районах юга, включая тропические зоны, температура воздуха часто понижается и возможны снегопады, тогда как в низинных регионах севера случается жара. Самые холодные месяцы — май, июнь и июль, самые тёплые — декабрь, январь и февраль.
Согласно цифрам Всемирной туристической организации, в 2018 году страну посетило более 6,9 млн туристов, что обеспечило 5,56 млрд долларов поступлений. Аргентина является самой посещаемой страной Южной Америки и четвёртой на американском континенте. Основной туристический поток направлен из Бразилии, Чили, Перу, Колумбии, Мексики, Боливии, Эквадора, Уругвая, Венесуэлы и Парагвая, а среди европейских стран — из Испании, Италии, Франции, Германии, Великобритании и Швейцарии.

## Основные направления

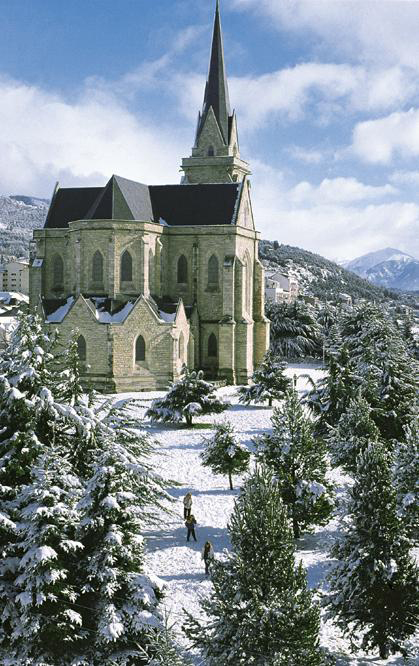
Собор в Сан-Карлос-де-Барилоче

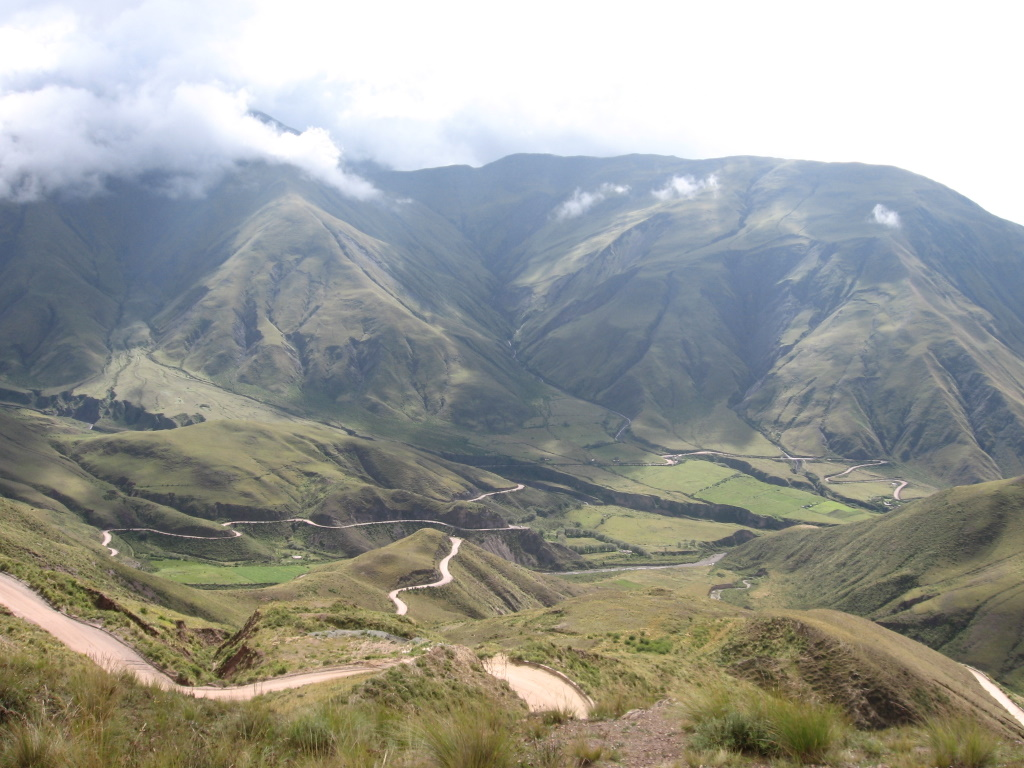
Долина Кальчаки

- Столица Буэнос-Айрес по праву считается «Парижем Южного полушария», благодаря своей старинной архитектуре и культурной деятельности. Путешественники часто выбирают ночные экскурсии по местам, где танцуют танго или посещают поместья в провинции — эстансии (исп. estancia), чтобы попробовать традиционные блюда из мяса. В последние годы возникают маршруты, посвящённые знаменитым личностям — Карлосу Гарделю, Эве Перон, Хорхе Луис Борхесу.

- Водопады Игуасу, расположенные на северо-востоке в субтропической сельве, имеют развитую сопутствующую инфраструктуру и множество маршрутов, входящих в Национальный Парк. Исторический поезд «Tren de las Nubes» ходит в экорегион Пуны, пустынного плоскогорья.

- Перито-Морено, часть Южнопатагонского ледяного поля — гигантский ледник, делящий надвое озеро Архентино. Расположен возле города Эль-Калафате в Патагонии.

- Барилоче, Вилья-ла-Ангостура, Сан-Мартин-де-лос-Андес, Хунин-де-лос-Андес, Эль-Больсон, Эскель, Тревелин, Лос-Антигуос, Копауэ, Кавьяуэ — города в закрытых горных районах, покрытых «патагонским андским лесом» и ледниковыми озёрами. Вблизи них расположены зимние спортивные базы.

- Ушуая — самый южный город в мире, находящийся в провинции Огненная Земля, привлекающий туристов своей кухней и ощущением местопребывания в буквальном смысле на краю света. На севере острова город Рио-Гранде интересен старинными деревянными разноцветными кварталами и ловлей форели. Вблизи идёт самая южная в мире Южная Фуэганская дорога (FCAF) до самого южного на планете национального парка «Огненная Земля».

- Сьеррас-де-Кордова — регион с мягким климатом и разнообразием пейзажей, от сельских и городских, до крупных центров как Вилья-Хенераль-Бельграно и Ла Кумбресита. Другими наиболее посещаемыми туристами городами являются Карлос-Пас, Коскин, Ла Фальда, Капилья-дель-Монте, Мина Клаверо, Хесус Мария, а также солёное озеро Мар-Чикита. Столица Кордова полна современной и колониальной архитектуры.

- Парк Исчигуаласто, ещё называемый «Лунная долина», ландшафт с редкой растительностью и богатой цветовой гаммой своих почв, поражает причудливостью гор и скал (геоформ) и является излюбленным местом посещения. Кроме того, здесь находится палеонтологический центр. «Лунная долина» тянется из провинции Сан-Хуан в провинцию Ла Риоха через Национальный Парк Талампайа.

- Кебрада-де-Умауака — долина и одноимённое ущелье на северо-западе Аргентины.

- Сальта, Долина Кальчаки и Национальный Парк Лос-Кордонес.

- Пуна-де-Атакама — высокогорное плато с высочайшими вершинами (порядка 6000 м), множеством солёных озёр и лагун саларес, входящих в регион пустыни Атакамы.

- Водно-болотные угодья Ибера

- Вилья-Эпекуэн — «аргентинская Атлантида»[2][3].

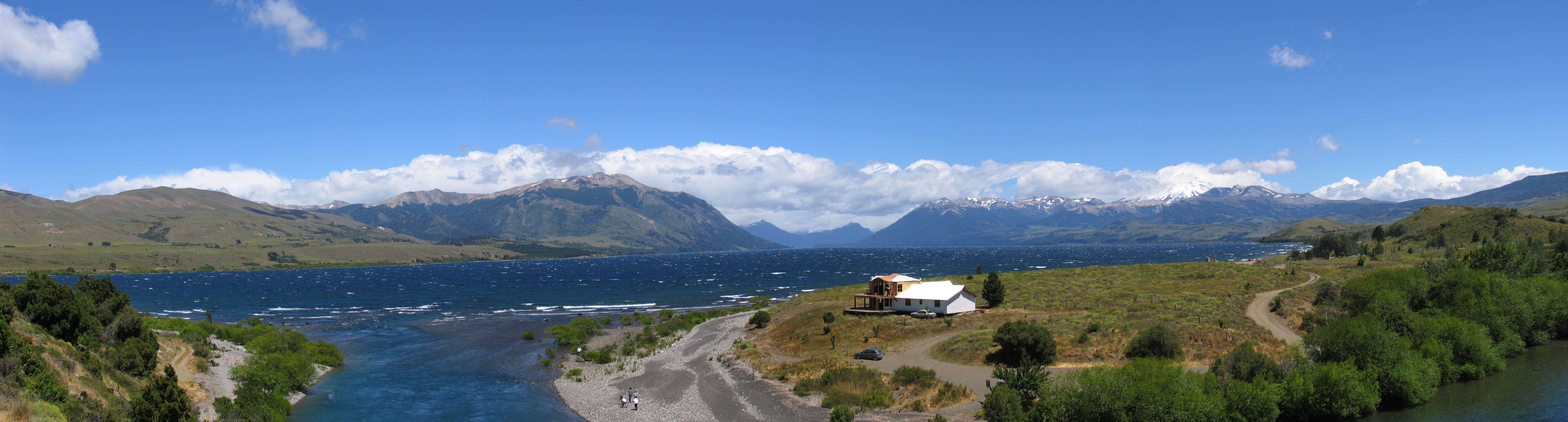
Национальный парк Ланин

### Экотуризм
Такие виды туризма как пеший туризм и наблюдение за птицами развиты в национальных парках Водно-болотные угодья Ибера, Игуасу, Эль-Рей, Калилегуа и Лагуна Бланка. Плавание, в том числе сноркелинг распространены на полуострове Вальдес, а также озёрах страны.

### Приключенческий туризм

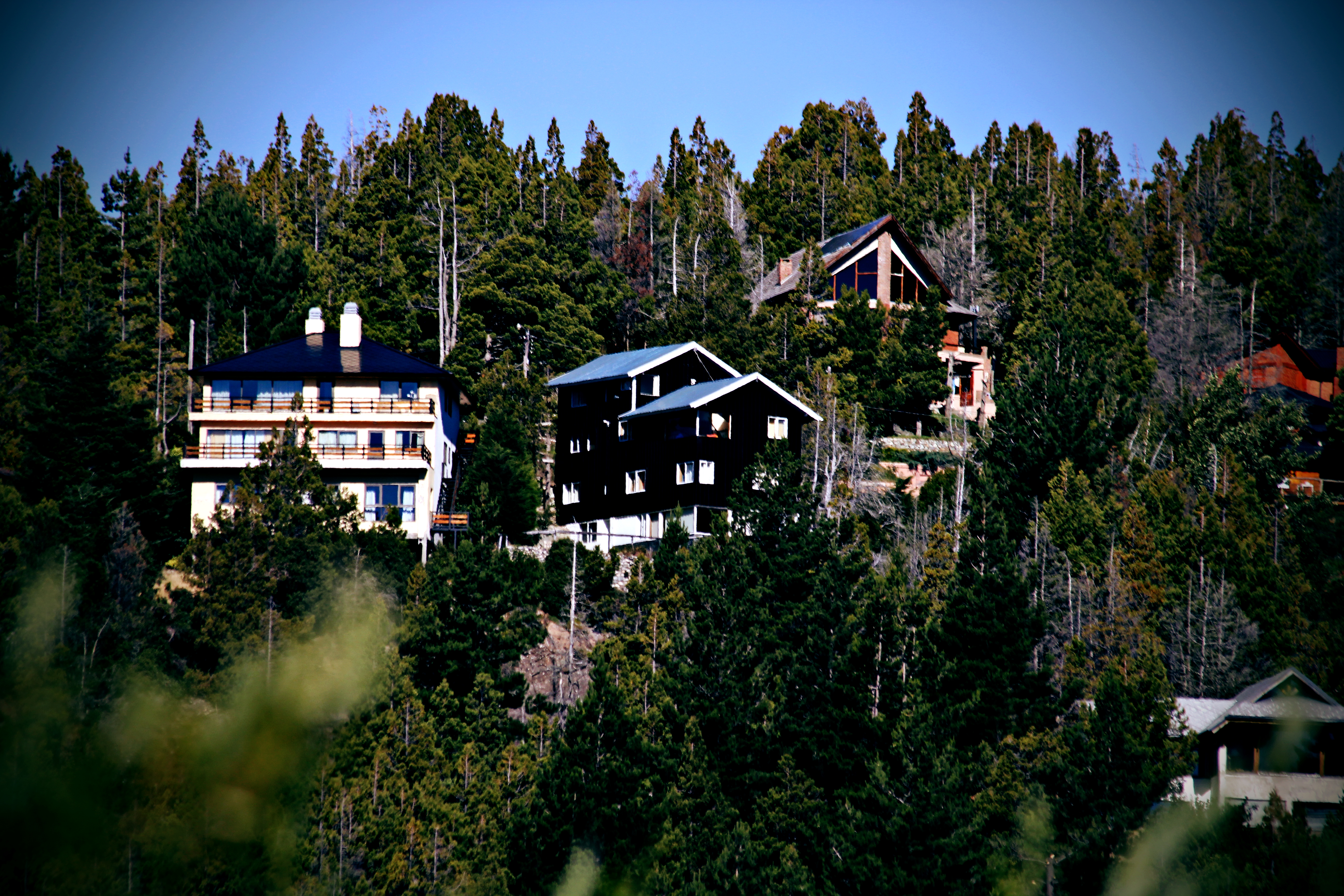
Шале в Барилоче

Классикой альпинизма считаются горы Ланин и Тронадор на юге страны, а для вертикального скалолазания предназначены горы Торре и Фицрой. Дополняет этот список Национальный парк Аконкагуа и одноимённый потухший вулкан.
Из провинции Огненная Земля отправляются круизные лайнеры и яхты, идущие по проливу Бигля до острова Эстадос и мыса Горн в Антарктиду. Один из древнейших заселённых регионов — Юнгас хорошо подходит для горных велопутешествий, спорта и многодневных походов на лошадях.

### Агротуризм
К основным зонам сельского туризма (агротуризма) относятся провинция Буэнос-Айрес и провинции Патагонии, главным образом — Санта-Крус.

### Образовательный туризм
Сводится к изучению испанского языка в имеющейся в стране развитой системе образования.

### Религиозный туризм
Религия в Аргентине представлена католицизмом, иудаизмом и исламом. Католический праздник день всех святых приобрёл интернациональный масштаб.

### Спортивный туризм
Горнолыжные базы расположены в предгорьях Анд. Основные из них — Пенитентесс (исп. Penitentes), Лас-Леньяс (исп. Las Leñas), Кавьяуэ (исп. Caviahue), Серро Байо (исп. Cerro Bayo), Ла-Ойа (исп. La Hoya), Чапелько (исп. Chapelco), Серро Катедраль (исп. Cerro Catedral), Серро Кастор (исп. Cerro Castor). К другим видам спорта, привлекающим туристов, относятся гольф  конное  поло и спортивная рыбалка.

## Статистика
| Год                              | 2010*      | 2009      | 2008      | 2007      | 2006      | 2005      | 2004      | 2003      |
| -------------------------------- | ---------- | --------- | --------- | --------- | --------- | --------- | --------- | --------- |
| Количество прибывших туристов    | 5,325,129* | 4,307,666 | 4,700,494 | 4,561,742 | 4,172,534 | 3,822,666 | 3,456,527 | 2,995,272 |
| Денежных поступлений (млн долл.) | 4,816.4*   | 3,837.5   | 4,530.1   | 4,218.1   | 3,249.5   | 2,640.9   | 2,162.7   | 1,942.3   |

Источник: Indicadores del Turismo. 2003—2010 годы.
2010 год — приблизительная оценка.